# Клод Ланзман
Кло́д Ланзма́н (фр.: [lanzman], відомі також переклади прізвища як Ланцман, Ланзманн; 27 листопада 1925, Буа-Коломб, Франція — 5 липня 2018, Париж, Франція) — французький журналіст, кінорежисер-документаліст та сценарист.

## Біографія
Клод Ланзман (Ланцман) народився в єврейській сім'ї 27 листопада 1925 року в Буа-Коломбі поблизу Парижа, Франція. Його дід і бабуся, Янкл і Перл Гроберман, емігрували в Париж з Кишинева після єврейського погрому 1903 року, коли його матері Полетті було 3 місяці. Дід і бабуся по батьківській лінії, Іцхок (Леон, 1874 -?) і Анна Ланцман, емігрували тоді ж з Вілейки. У 1940 році Клод разом з братом і сестрою переховувався від німців в овернському селі. У 1943-му він став одним з організаторів Опору в ліцеї Блеза Паскаля в Клермон-Феррані. Був у підпіллі, потім у загонах макі в Оверні.
З 1947 роу Ланзман вивчав філософію в Тюбінгені, потім викладав філософію і французьку літературу у Вільному університеті Берліна, де в 1952-му познайомився з Сартром і Симоною де Бовуар. Ланзман почав активно співпрацювати з їхнім журналом «Тан Модерн» («Нові часи»), нині він — його головний редактор. Підписав «Маніфест 121» проти війни в Алжирі. Багато писав про арабо-ізраїльський конфлікт. З 1970 року майже цілком зосередився на документальному кіно.

## Творчість
З документальних робіт Клода Ланзмана найвідоміший фільм «Шоа» — дев'ятигодинна стрічка про нацистські табори смерті, над якою він почав працювати в 1974 році і яку випустив у 1985-муу (оператор — Вільям Любчанський). Фільм не використовує письмових і фотографічних документів, а спирається виключно на безпосередні свідчення живих осіб, включаючи нацистів і тих, хто їх підтримував, став світовою суспільною подією та унікальним кінофактом. Він викликав широкий відгук у багатьох країнах і спонукав на створення численної літератури про Голокост. «Шоа» був удостоєний премій кінофестивалів у Берліні і Роттердамі, премії «Сезар», премій Британської кіноакадемії, Міжнародної асоціації кінодокументалістів, Спільноти кінокритиків Нью-Йорка, Бостона, Канзас-сіті, Лос-Анджелеса, Національної спілки кінокритиків США. Фільм отримав продовження в наступних стрічках Ланзмана — фільмах «Живий і той, що йде» (1997, про табори Аушвіц і Терезієнштадт) і «Собібор, 14 жовтня 1943 року, 16 година» (2001, про повстання в нацистському концтаборі Собібор; фільм був представлений в позаконкурсному показі на Каннському кінофестивалі того ж року).
Документальним фільмом «Остання несправедливість» (2013) Ланзман хотів, за його власним визнанням, поставити пам'ятник Беньяміну Мурмельштейну, останньому старості Терезінського гетто, оскільки роль останнього досі була представлена «дуже несправедливо».
Фільми Клода Ланзмана 2017 року «Напалм» був представлений на ювілейному 70-му Каннському кінофестивалі на спеціальних показах позаконкурсної програми.
Останньою роботою Ланзмана став документальний серіал «Чотири сестри», розпочатий 2018 року. Закінчити проект режисер не встиг.
Клод Ланзман помер 5 липня 2018 року у своїй квартирі в Парижі на 93 році життя, про що повідомила французька газета «Le Monde» з посиланням на сім'ю кінематографіста.

## Фільмографія
| Рік  | Назва українською                       | Оригінальна назва                   | Режисер | Сценарист | Продюсер |
| ---- | --------------------------------------- | ----------------------------------- | ------- | --------- | -------- |
| 1970 | Еліза, або справжнє життя               | Élise ou la vraie vie               |         | Так       |          |
| 1973 | Чому Ізраїль                            | Pourquoi Israel                     | Так     | Так       |          |
| 1985 | Шоа                                     | Shoah                               | Так     | Так       |          |
| 1994 | Цахал                                   | Tsahal                              | Так     | Так       |          |
| 1999 | Живий і той, що йде                     | Un vivant qui passe                 | Так     | Так       | Так      |
| 2001 | Собібор, 14 жовтня 1943 року, 16 година | Sobibór, 14 octobre 1943, 16 heures | Так     | Так       |          |
| 2013 | Остання несправедливість                | Le dernier des injustes             | Так     | Так       |          |
| 2017 | Напалм                                  | Napalm                              | Так     | Так       |          |

## Визнання
Клод Ланзман нагороджений медаллю учасника Опору, він - великий офіцер ордену Почесного легіону і Національного ордену «За заслуги». Почесний доктор Єврейського університету в Єрусалимі, Амстердамского університету, Університету Аделфі (США).
| Рік                                      | Категорія                                                     | Фільм                                   | Результат |
| ---------------------------------------- | ------------------------------------------------------------- | --------------------------------------- | --------- |
| Міжнародний кінофестиваль у Чикаго       |                                                               |                                         |           |
| 1973                                     | Золотий Г'юго за найкращий фільм                              | Чому Ізраїль                            | Перемога  |
| 2017                                     | Премія Голос глядачів                                         | Остання несправедливість                | Номінація |
| Асоціація кінокритиків Лос-Анджелеса     |                                                               |                                         |           |
| 1985                                     | Спеціальна нагорода                                           | Шоа                                     | Перемога  |
| Берлінський міжнародний кінофестиваль    |                                                               |                                         |           |
| 1986                                     | Приз ФІПРЕССІ                                                 | Шоа                                     | Перемога  |
| 1986                                     | Приз Міжнародної Католицької організації в царині кіно (OCIC) | Шоа                                     | Перемога  |
| 1986                                     | Приз Калігарі                                                 | Шоа                                     | Номінація |
| 2013                                     | Почесний «Золотий ведмідь»                                    | Почесний «Золотий ведмідь»              | Перемога  |
| Роттердамський міжнародний кінофестиваль |                                                               |                                         |           |
| 1986                                     | Приз за найкращий документальний фільм                        | Шоа                                     | Перемога  |
| Премія «Сезар»                           |                                                               |                                         |           |
| 1986                                     | Почесний «Сезар»                                              | Почесний «Сезар»                        | Перемога  |
| 1995                                     | Найкращий документальний фільм                                | Цахал                                   | Номінація |
| 2014                                     | Найкращий документальний фільм                                | Остання несправедливість                | Номінація |
| Міжнародна асоціація кінодокументалістів |                                                               |                                         |           |
| 1986                                     | Найкращий документальний фільм                                | Шоа                                     | Перемога  |
| Премія BAFTA                             |                                                               |                                         |           |
| 1987                                     | Премія Флаерті за документальний фільм                        | Шоа                                     | Перемога  |
| Віденський кінофестиваль                 |                                                               |                                         |           |
| 2001                                     | Приз журі читачів «Standard»                                  | Собібор, 14 жовтня 1943 року, 16 година | Перемога  |
| Каннський міжнародний кінофестиваль      |                                                               |                                         |           |
| 2017                                     | Приз «Золоте око»                                             | Напалм                                  | Номінація |